# Helen Bannerman
Helen Bannerman, nascida Helen Brodie Cowan Watson (Edimburgo, 25 de fevereiro de 1862 – Edimburgo, 13 de outubro de 1946) foi uma escritora escocesa de livros infantis. A sua obra mais conhecida é o seu primeiro livro The Little Black Sambo (1899).

## Obras
- The Story of Little Black Sambo, 1899[1][2]
- Story of Little Black Mingo, 1901
- The Story of Little Black Quibba, 1902[3]
- Little Degchie-Head: An Awful Warning to Bad Babas, 1903
- Little Kettle-Head, 1904
- Pat and the Spider, 1905
- The Teasing Monkey, 1907
- Little Black Quasha, 1908
- Story of Little Black Bobtail, 1909
- Sambo and the Twins, 1936
- Little White Squibba, 1965. Versão de Little Black Sambo com uma rapariga branca como personagem principal.[4]